# Coppa Nordamericana di skeleton 2016
La Coppa Nordamericana di skeleton 2016 è stata la sedicesima edizione del circuito continentale nordamericano di skeleton, manifestazione organizzata dalla Federazione Internazionale di Bob e Skeleton; è iniziata il 12 novembre 2015 a Calgary, in Canada, e si è conclusa il 18 marzo 2016 a Lake Placid, negli Stati Uniti. Vennero disputate sedici gare: otto per le donne e altrettante per gli uomini in quattro differenti località.
Vincitori dei trofei, conferiti agli atleti classificatisi per primi nel circuito, sono stati la statunitense Veronica Day nel singolo femminile e lo spagnolo Ander Mirambell in quello maschile.

## Calendario
| Località    | Data                | Donne | Uomini |
| ----------- | ------------------- | ----- | ------ |
| Calgary     | 12–13 novembre 2015 | ●●    | ●●     |
| Whistler    | 26–27 novembre 2015 | ●●    | ●●     |
| Park City   | 4–5 marzo 2016      | ●●    | ●●     |
| Lake Placid | 17–18 marzo 2016    | ●●    | ●●     |
| Totale      | Totale              | 8     | 8      |

## Risultati

### Donne
| Data             | Località    | Prime classificate            | Seconde classificate       | Terze classificate          |
| ---------------- | ----------- | ----------------------------- | -------------------------- | --------------------------- |
| 12 novembre 2015 | Calgary     | Jaclyn LaBerge Canada         | Jaclyn Narracott Australia | Veronica Day Stati Uniti    |
| 13 novembre 2015 | Calgary     | Jaclyn LaBerge Canada         | Jaclyn Narracott Australia | Veronica Day Stati Uniti    |
| 26 novembre 2015 | Whistler    | Savannah Graybill Stati Uniti | Jaclyn LaBerge Canada      | Mirela Rahneva Canada       |
| 27 novembre 2015 | Whistler    | Katie Uhlaender Stati Uniti   | Jaclyn LaBerge Canada      | Mirela Rahneva Canada       |
| 4 marzo 2016     | Park City   | Kimberley Bos Paesi Bassi     | Jaclyn LaBerge Canada      | Veronica Day Stati Uniti    |
| 5 marzo 2016     | Park City   | Kimberley Bos Paesi Bassi     | Jaclyn LaBerge Canada      | Veronica Day Stati Uniti    |
| 17 marzo 2016    | Lake Placid | Kimberley Bos Paesi Bassi     | Veronica Day Stati Uniti   | Madelaine Smith Regno Unito |
| 18 marzo 2016    | Lake Placid | Kimberley Bos Paesi Bassi     | Veronica Day Stati Uniti   | Mun Ra-young Corea del Sud  |

### Uomini
| Data             | Località    | Primi classificati           | Secondi classificati        | Terzi classificati                                  |
| ---------------- | ----------- | ---------------------------- | --------------------------- | --------------------------------------------------- |
| 12 novembre 2016 | Calgary     | Ander Mirambell Spagna       | John Farrow Australia       | Alex Ivanov Stati Uniti                             |
| 13 novembre 2016 | Calgary     | Ander Mirambell Spagna       | John Farrow Australia       | Rhys Thornbury Nuova Zelanda                        |
| 26 novembre 2016 | Whistler    | Rhys Thornbury Nuova Zelanda | John Farrow Australia       | Katsuyuki Miyajima Giappone                         |
| 27 novembre 2016 | Whistler    | Rhys Thornbury Nuova Zelanda | Katsuyuki Miyajima Giappone | John Farrow Australia                               |
| 4 marzo 2016     | Park City   | Ander Mirambell Spagna       | Nicholas Timmings Australia | John Farrow Australia e Joseph Luke Cecchini Italia |
| 5 marzo 2016     | Park City   | John Farrow Australia        | Andrew Blaser Stati Uniti   | Kim Ji-soo Corea del Sud                            |
| 17 marzo 2016    | Lake Placid | Ander Mirambell Spagna       | Alex Ivanov Stati Uniti     | Craig Thompson Regno Unito                          |
| 18 marzo 2016    | Lake Placid | Ander Mirambell Spagna       | Alex Ivanov Stati Uniti     | Kim Jun-hyeon Corea del Sud                         |

## Classifiche

### Donne
| Pos. | Atleta            | Nazione                 | CAL-1 | CAL-2 | WHI-1 | WHI-2 | PKC-1 | PKC-2 | LAK-1 | LAK-2 | Totale |
| ---- | ----------------- | ----------------------- | ----- | ----- | ----- | ----- | ----- | ----- | ----- | ----- | ------ |
| 1    | Veronica Day      | Stati Uniti             | 5     | 3     | 5     | 6     | 3     | 3     | 2     | 2     | 435    |
| 2    | Jaclyn LaBerge    | Canada                  | 1     | 1     | 2     | 2     | 2     | 2     | -     | -     | 410    |
| 3    | Mun Ra-young      | Corea del Sud           | 9     | 6     | 9     | 7     | 4     | 5     | 5     | 3     | 341    |
| 4    | Kimberley Bos     | Paesi Bassi             | -     | -     | 8     | DNS   | 1     | 1     | 1     | 1     | 336    |
| 5    | Jeong Sophia      | Corea del Sud           | 6     | 11    | 7     | 9     | 7     | 10    | 8     | 6     | 288    |
| 6    | Jaclyin Narracott | Australia               | 2     | 2     | -     | -     | -     | -     | 4     | 4     | 230    |
| 7    | Leslie Stratton   | Stati Uniti             | 16    | 13    | -     | -     | 8     | 9     | 7     | 8     | 190    |
| 8    | Katie Tannenbaum  | Isole Vergini Americane | DSQ   | 9     | 11    | 10    | 6     | 4     | -     | -     | 186    |
| 9    | Nozomi Komuro     | Giappone                | 8     | 8     | 4     | 5     | -     | -     | -     | -     | 167    |
| 10   | Grace Dafoe       | Canada                  | 5     | 5     | -     | -     | 11    | 8     | -     | -     | 156    |

### Uomini
| Pos. | Atleta             | Nazione       | CAL-1 | CAL-2 | WHI-1 | WHI-2 | PKC-1 | PKC-2 | LAK-1 | LAK-2 | Totale |
| ---- | ------------------ | ------------- | ----- | ----- | ----- | ----- | ----- | ----- | ----- | ----- | ------ |
| 1    | Ander Mirambell    | Spagna        | 1     | 1     | -     | -     | 1     | 8     | 1     | 1     | 411    |
| 2    | Alex Ivanov        | Stati Uniti   | 3     | 5     | 12    | 4     | 5     | 4     | 2     | 2     | 403    |
| 3    | John Farrow        | Australia     | 2     | 2     | 2     | 3     | 3     | 1     | -     | -     | 380    |
| 4    | Kim Ji-soo         | Corea del Sud | 5     | 4     | 16    | 16    | 8     | 3     | 9     | 12    | 288    |
| 5    | Rhys Thornbury     | Nuova Zelanda | 4     | 3     | 1     | 1     | -     | -     | -     | -     | 255    |
| 6    | Kim Jun-hyeon      | Corea del Sud | 14    | 16    | 17    | 15    | 9     | 7     | 10    | 3     | 243    |
| 7    | Katsuyuki Miyajima | Giappone      | 12    | 13    | 3     | 2     | 11    | 10    | -     | -     | 236    |
| 8    | Nicholas Timmings  | Australia     | 10    | 14    | -     | -     | 2     | 5     | 11    | 11    | 226    |
| 9    | Allen Blackwell    | Stati Uniti   | 15    | 11    | 7     | 8     | 10    | 8     | -     | -     | 194    |
| 10   | Trent Kraychir     | Stati Uniti   | 9     | 6     | 5     | 5     | 13    | -     | -     | -     | 190    |